# Cantó de Tula Urban Sud
El cantó de Tula Urban Sud és un cantó francès del departament de la Corresa, situat al districte de Tula. Compta amb part del municipi de Tula.

## Història
| Data d'elecció                           | Identitat        | Partit | Qualitat |
| ---------------------------------------- | ---------------- | ------ | -------- |
| 1982-1994                                | Bernard Jaubert  | PCF    |          |
| 1994-2008                                | Jean Combasteil  | PCF    |          |
| 2008-                                    | Dominique Grador | PCF    |          |
| les dades anteriors no són pas conegudes |                  |        |          |
|                                          |                  |        |          |

| 1962 | 1968 | 1975 | 1982 | 1990 | 1999 | 2006  |
| ---- | ---- | ---- | ---- | ---- | ---- | ----- |
| -    | -    | -    | -    | -    | -    | 7.031 |